# La gallina ciega (Fragonard)
La gallina ciega es una pintura del artista rococó francés Jean Honoré Fragonard, realizada hacia 1769. Es una pintura al óleo sobre lienzo con unas dimensiones de 114 centímetros de alto por 90 cm de ancho. Se conserva en el Museo de Arte de Toledo, Ohio (Estados Unidos), donde se exhibe con el título de Blind's Man Bluff.
Fragonard retrata aquí el juego de la gallina ciega, pero es cuadro lleno de equívocos. Por un lado, la joven con la venda en los ojos está mirando subrepticiamente por debajo de ella, de manera que más que jugar en serio, parece ser un pretexto para dar lugar a la seducción. Por otro lado, ambos personajes están vestidos de pastores, aunque bien pudieran ser nobles o burgueses disfrazados como tales dada la ropa rústica pero improbablemente limpia y a la moda, incluso los zapatos de la joven con elegantes lazos. En cuanto al paisaje, parece un bosquecillo, pero igualmente pudiera ser un escenario de teatro. De esta manera parecen abolirse los límites entre realidad y ficción, verdad y mentira.
Otro cuadro con el mismo título, La gallina ciega, es un óleo sobre lienzo pintado por Francisco de Goya en 1788, y que se encuentra en el Museo del Prado.